# بخش وین (شهرستان پیک وی، اوهایو)
بخش وین (به انگلیسی: Wayne Township) یک منطقهٔ مسکونی در ایالات متحده آمریکا است که در شهرستان پیکوای، اوهایو واقع شده‌است.
 بخش وین ۷۰٫۳ کیلومتر مربع مساحت و ۵۶۵ نفر جمعیت دارد و ۲۲۱ متر بالاتر از سطح دریا واقع شده‌است.